# Advanced Compatibility Engineering
Advanced Compatibility Engineering или ACE Body Structure — маркетинговое наименование конструкции автомобильного кузова, учреждённое японской компанией Honda. Она равномерно распределяет энергию столкновения и перенаправляет её в сторону от пассажирского салона, одновременно минимизируя повреждения других транспортных средств. Это достигается за счёт применения множества марок стали (обычно четырёх), которые деформируются в ключевых местах и остаются жёсткими в других. ACE входит в стандартную комплектацию всех моделей Honda и Acura с 2017 модельного года.

## Модельный ряд
- Honda Clarity, 2017 — настоящее время
- Honda Ridgeline, 2017 — настоящее время
- Honda WR-V, 2017 — настоящее время
- Honda BR-V, 2016 — настоящее время
- Honda HR-V, 2016 — настоящее время
- Honda Mobilio, 2014 — настоящее время
- Honda Amaze, 2013 — настоящее время
- Honda Brio, 2013 — настоящее время
- Honda Crosstour, 2009
- Honda CR-Z, 2009
- Honda Insight, 2010 — настоящее время
- Honda Fit, 2009 — настоящее время
- Honda Pilot, 2009 — настоящее время
- Honda Accord, 2008 — настоящее время
- Honda CR-V, 2007 — настоящее время
- Honda Civic, 2006 — настоящее время
- Honda Odyssey, 2005 — настоящее время
- Acura ILX, 2012
- Acura ZDX, 2009
- Acura TLX, 2014
- Acura TL, 2009—2014
- Acura TSX, 2009—2014
- Acura RDX, 2006
- Acura MDX, 2007 — настоящее время
- Acura RLX, 2012
- Acura RL, 2005—2012